# پیز کاستیناس
پیز کاستیناس (به لاتین: Piz Costainas) یک کوه در سوئیس است که در کانتون گراوبوندن واقع شده‌است. پیز کاستیناس ۳٬۰۰۴ متر بالاتر از سطح دریا واقع شده‌است.